# 日本四大法律事务所
日本四大律师事务所，日本四家最大的法律事务所的统称，简称为“四大事务所”或“四大”。
根据律师人数的多少，四大所分别为：（括号内数字为2008年12月21日时点的律师人数）
- 西村朝日法律事务所（前身为：西村常盘法律事务所、西村综合法律事务所，435名）
- 长岛・大野・常松法律事务所（前身为长岛・大野法律事务所，325名）
- 森・滨田松本法律事务所（前身为森综合法律事务所，280名）
- 安德森・毛利・友常法律事务所（前身为安德森・毛利法律事务所，266名）

以往，这四大律师事务所在所属律师人数、知名度上都遥遥领先于其他事务所，然而，随着平成时期（1989年-2019年）从西村真田律师事务所（现在的西村朝日律师事务所）独立出来的TMI综合律师事务所的所属律师人数激增至与“四大”同等规模，加上该事务所在内，称为“五大律师事务所”（简称“五大”；“Big Five”）。不过，这是从所属律师人数来看，而在日本国外，一直以来有海外杂志报道，将“四大”加上渥美坂井律师事务所，称为“Big Five”。另外，在最近英国Top Ranked Legal的日本律师事务所综合排行榜中，继森·滨田松本律师事务所、安德森·毛利·友常律师事务所、西村朝日律师事务所、长岛·大野·常松律师事务所之后，渥美坂井律师事务所·外国法共同事业名列第五。